# NEWS金探號
《NEWS金探號》，是非凡電視台一個以輕鬆方式專門介紹旅遊、財經相關生活資訊的新聞性節目，非凡新聞台播出時間為每周六至日22:00~23:00。台視綜合台亦有播出。

## 節目宗旨
- 旅遊玩樂看世界，探索省錢新門道。
- 按部就班精打細算，快速掌握第一手資訊。
- 知識娛樂通通兼顧，帶您發現旅遊的樂趣。

## 主持人
- 王軍凱、呂佳宜（2014年3月1日-2014年6月1日）
- 王軍凱、朱芳君（2014年6月7日-2019年1月）
- 王軍凱、溫婉廷（2022年2月-2023年2月）
- 王軍凱、楊智捷（2023年3月-2025年6月30日）

## 節目介紹
隨著世界村的到來，出國旅遊變得愈來愈方便，有別於傳統出國觀光模式，現代人不再侷限於跟團走馬看花，而有愈來愈多的人，選擇以自由行的方式，自己規劃路線；自己安排交通；自己動手找住宿，自己找尋旅行的樂趣。
  所以NEWS金探號，用輕鬆幽默的方式，讓觀眾去了解世界各地民俗風情之外，也藉著專職團體行的導遊，和喜歡自由行的旅遊達人，相互比拼旅遊路線規劃，藉著雙方激盪出的火花，讓觀眾了解到自己對旅遊的真正需求，並且介紹旅遊地點的歷史文化，傳達當地旅遊注意事項。
  並希望透過旅遊達人自由行規劃旅程的過程，能夠發掘出新的秘境景點玩法，鼓勵旅遊者找到新的角度看世界，並找尋新的旅遊樂趣。

## 外部連結
- 非凡電視台官網-News金探號（页面存档备份，存于）
- News金探號的Facebook專頁
- YouTube上的News金探號頻道（页面存档备份，存于）

| 臺灣 非凡新聞台 每周日 22:00－23:00 | 臺灣 非凡新聞台 每周日 22:00－23:00 | 臺灣 非凡新聞台 每周日 22:00－23:00 |
| ----------------------------------- | ----------------------------------- | ----------------------------------- |
|                                     | News金探號 （2014年3月1日－至今）   |                                     |
| —                                   | —                                   |                                     |